# Abdou Moumouni
Abdou Moumouni (ur. 19 listopada 1982) – togijski piłkarz występujący na pozycji obrońcy w irańskiej drużynie Abu Moslem Meszhed.

## Kariera klubowa
Abdou Moumouni jest wychowankiem klubu Togo Telecom. Kolejne lata kariery spędził w Szwajcarii. Najpierw występował w FC Wangen bei Olten. Potem grał w FC Grenchen. Następnie odszedł do zespołu FC Alle. W sezonie 2002/2003 rozegrał jeden mecz w barwach SR Delémont w rozgrywkach drugiej ligi szwajcarskiej. W lecie 2003 przeszedł do Concordii Basel. W tym klubie grał przez cztery sezony. Potem przez pół roku grał w Lausanne Sports. Na początku 2008 roku przeniósł się do drużyny BSC Old Boys, gdzie także przebywał sześć miesięcy. W lecie 2008 zaliczył też krótki epizod w zespole FC La Chaux-de-Fonds.
Obecnie, od sezonu 2008/2009 gra w irańskiej drużynie Abu Moslem Meszhed.

## Kariera reprezentacyjna
Moumouni w reprezentacji Togo rozegrał dotychczas 4 meczów. Zadebiutował w niej w 2000 roku. Ostatni mecz rozegrał w 2008. Był także powołany na Puchar Narodów Afryki 2000 w Ghanie i Nigerii oraz Puchar Narodów Afryki 2002 w Mali. W obu przypadkach reprezentacja Togo odpadła w fazie grupowej. Moumouni nie zagrał jednak ani minuty w obu turniejach.